# Chasqui
Chasqui (auch Sindicato Chasqui oder Comunidad El Chasqui) ist eine Ortschaft im Departamento Cochabamba im südamerikanischen Anden-Staat Bolivien.

## Lage im Nahraum
Chasqui ist drittgrößte Ortschaft des Kanton Ivirgarzama im Municipio Puerto Villarroel in der Provinz Carrasco. Die Gemeinde liegt auf einer Höhe von 212 m an der Mündung des Arroyo Magareños in den Río Sajta, der flussabwärts in den Río Ichilo fließt.

## Geographie
Chasqui liegt im bolivianischen Tiefland vor den nordöstlichen Ausläufern der Cordillera Oriental.
Die Region weist eine mittlere Jahrestemperatur von 24 °C auf (siehe Klimadiagramm Villa Tunari), die Monatsdurchschnittswerte liegen zwischen etwa 26 °C von Oktober bis Dezember und 20 °C im Juni und Juli. Der durchschnittliche Jahresniederschlag beträgt mehr als 1000 mm, die Feuchtezeit reicht von November bis Februar, die Monate Juli und August fallen mit unter 50 mm eher trocken aus.

## Verkehrsnetz
Chasqui liegt in einer Entfernung von 231 Straßenkilometern nordöstlich von Cochabamba, der Hauptstadt des Departamentos.
Durch Cochabamba führt die 1.657 Kilometer lange Nationalstraße Ruta 4, die von Tambo Quemado an der chilenischen Grenze im Osten quer durch das Land bis Puerto Suárez an der brasilianischen Grenze führt. Von Cochabamba aus erreicht man über Villa Tunari und Chimoré die Stadt Ivirgarzama, die Nationalstraße führt dann weiter nach Warnes und Santa Cruz. In Ivirgarzama zweigt die nur 27 km lange asphaltierte Nationalstraße Ruta 15 in nordöstlicher Richtung nach Puerto Villarroel ab, die nach sieben Kilometern Chasqui erreicht.

## Bevölkerung
Die Einwohnerzahl der Ortschaft ist allein im vergangenen Jahrzehnt um mehr als die Hälfte angestiegen:
| Jahr | Einwohner         | Quelle       |
| ---- | ----------------- | ------------ |
| 1992 | keine Detaildaten | Volkszählung |
| 2001 | 265               | Volkszählung |
| 2012 | 443               | Volkszählung |
| 2024 |                   | Volkszählung |

Die Region weist einen hohen Anteil an Quechua-Bevölkerung auf, im Municipio Puerto Villarroel sprechen 83,5 Prozent der Bevölkerung Quechua.